# فهرست نیروگاه‌های تاجیکستان
این نوشتار حاوی فهرستی از نیروگاه‌های تاجیکستان است.

## حرارتی
| نیروگاه  | ظرفیت (مگاوات) | افتتاح |
| -------- | -------------- | ------ |
| دوشنبه ۲ | ۲۰۰            | ۲۰۱۴   |

## برق‌آبی
| نیروگاه برق‌آبی            | ظرفیت (مگاوات) | افتتاح | دریا (رود به فارسی ایران) |
| ------------------------- | -------------- | ------ | ------------------------- |
| سد نارک                   | ۳٬۰۱۵          | ۱۹۷۲   | وخش                       |
| نیروگاه برق آبی سنگ‌توده ۱ | ۶۷۰            | ۲۰۰۹   | وخش                       |
| نیروگاه برق آبی بایغازی   | ۶۰۰            | ۱۹۸۵   | وخش                       |
| Golovnaya Dam             | ۲۴۰            | ۱۹۶۲   | وخش                       |
| سد و نیروگاه سنگ‌توده ۲    | ۲۲۰            | ۲۰۱۱   | وخش (رود)                 |
| Farkhad Dam               | ۱۲۶            | ۱۹۴۸   | سیردریا                   |
| Kayrakkum Dam             | ۱۲۶            | ۱۹۵۹   | سیردریا                   |